# مذكرة كلير تشانيل
مذكرة كلير تشانيل (بالإنجليزية: Clear Channel memorandum) بعد هجمات 11 سبتمبر في عام 2001، عممت شركة كلير تشانيل (الآن تحمل الأسم «آي هارت ميديا») وهي أكبر مالك لمحطات الراديو في الولايات المتحدة، مذكرة داخلية تحتوي على قائمة من الأغاني التي شعر مديرو البرامج بأنها «مشكوك فيها بشكل غنائي» لمنع تشغيلها في أعقاب ذلك الهجوم.
خلال الفترة التي أعقبت الهجمات مباشرة، غيرت العديد من المحطات التليفزيونية والإذاعية البرامج العادية رداً على الأحداث، وانتشرت الشائعات بأن «كلير تشانيل» والشركات التابعة لها أنشأت قائمة بالأغاني مع كلمات «كلير تشانيل» التي تعتبر «مشكوك فيها»، ولم تكن القائمة مطالبة بعدم تشغيل الأغاني المذكورة، بل كانت اقتراحًا بأنهم «قد لا يرغبون في تشغيل هذه الأغاني». تم الإعلان عن القائمة بواسطة النشرة الإخبارية المستقلة لصناعة الراديو هيتس ديلي دبل Hits Daily Double، والتي لم تكن تابعة لشركة «أي هارت ميديا».
قام موقع سنوبس Snopes.com بإجراء بحث حول هذا الموضوع وخلص إلى أن القائمة موجودة كاقتراح لمحطات الراديو لكنه أشار إلى أنه لم يكن حظرًا تامًا للأغاني المعنية. كانت القائمة المُجمَّعة موضع اهتمام وسائل الإعلام في وقت قريب من إصدارها.

## أمثلة على الأغاني المقترح عدم تشغيلها
البيتلز «يوم في الحياة» A Day in the Life
البيتلز «لوسي في السماء مع الألماس» Lucy in the Sky with Diamonds
بات بناتار «اصفعني بأفضل ما تستطيع» Hit Me with Your Best Shot
بات بناتار «الحب هو ساحة المعركة» Love Is a Battlefield
بلاك ساباث «خنازير الحرب» War Pigs
بلود، سوات آند تيرز «عندما أموت» And When I Die
البانجلز «امشوا مثل المصريين» Walk Like an Egyptian
أرثر براون «نار» Fire
نورمان جرينبوم «روح في السماء» Spirit in the Sky
التون جون «رجل الصاروخ» Rocket Man
ليد زبلن «سلم إلى الجنة» Stairway to Heaven

## وصلات خارجية
https://en.wikipedia.org/wiki/List_of_radio_stations_owned_by_iHeartMedia مذكرة كلير تشانيل
https://www.iheartmedia.com/stations مذكرة كلير تشانيل
https://www.binnews.com/ مذكرة كلير تشانيل
https://ononeonlinesblog.wordpress.com/2018/09/13/list-of-songs-about-the-september-11-attacks/ مذكرة كلير تشانيل
https://www.bbc.co.uk/programmes/articles/5R152hTbVPQdYjn29q5jt4/16-songs-banned-by-the-bbc مذكرة كلير تشانيل
https://www.udiscovermusic.com/in-depth-features/music-censorship/ مذكرة كلير تشانيل